# Melanagromyza shirakii
Melanagromyza shirakii är en tvåvingeart som beskrevs av Mitsuhiro Sasakawa 1997. Melanagromyza shirakii ingår i släktet Melanagromyza och familjen minerarflugor. Inga underarter finns listade i Catalogue of Life.